# Caradrina hemipentha
Caradrina hemipentha är en fjärilsart som beskrevs av Charles Boursin 1939. Caradrina hemipentha ingår i släktet Caradrina och familjen nattflyn. Inga underarter finns listade i Catalogue of Life.